# Liste der Einträge im National Register of Historic Places im Ochiltree County
Die Liste der Registered Historic Places im Ochiltree County führt alle Bauwerke und historischen Stätten im texanischen Ochiltree County auf, die in das National Register of Historic Places aufgenommen wurden.

## Aktuelle Einträge
| Lfd. Nr. | Name                                | Bild | Datum der Eintragung | Adresse/Lage       | Ort      | ID       | Beschreibung |
| -------- | ----------------------------------- | ---- | -------------------- | ------------------ | -------- | -------- | ------------ |
| 1        | Buried City Site (41OC1)            |      | 13. Sep. 1984        | Address Restricted | Perryton | 84001923 |              |
| 2        | Plainview Hardware Company Building |      | 14. Juni 1990        | 210 S. Main St.    | Perryton | 90000904 |              |